# 第三代羅斯伯爵威廉·帕森思
第三代羅斯伯爵威廉·帕森思（英語：William Parsons, 3rd Earl of Rosse）KP PRS （1800年6月17日—1867年10月31日），是一位英國天文學家、博物學家和工程師。他曾經擔任十九世紀世界上最重要的博物學家協會，英國皇家學會的主席。他建造了幾架巨型望遠鏡。
他的72英寸望遠鏡建於1845年，俗稱帕森城的利維坦。就口徑大小而言，直到20世紀初，它仍是世界上最大的望遠鏡。從1807年4月到1841年2月，他正式或非正式地被稱為 奧克斯曼敦男爵。

## 生平
他出生於英格蘭的約克，是勞倫斯·帕森斯爵士（後來的第二代羅斯伯爵）和愛麗絲·勞埃德的兒子。他在都柏林的三一學院和牛津大學莫德林學院接受教育，並於1822年以數學一等榮譽畢業。他的父親勞倫斯·帕森斯，第二代羅斯伯爵，卒於1841年2月。於是，他繼承了伯爵的爵位和愛爾蘭的國王郡（現在的奧法利郡）。
1836年4月14日，羅斯勳爵娶了約翰·威爾默·菲爾德的女兒瑪麗·菲爾德（Mary Rosse）。他們有十三位子嗣，其中有四個兒子活到了成年：
- 勞倫斯·帕森斯（1867年以前被稱為奧克斯曼敦男爵；1840年11月17日〜1908年8月30日）。
- 蘭德爾·帕森斯（Randal Parsons，1848年4月26日〜1936年11月15日）。
- 理查·克萊爾·帕森斯（Richard Clere Parsons，1851年2月21日-1923年1月26日）：顯然以在南美洲發展鐵路而聞名。
- 查爾斯·阿爾傑農·帕爾森斯（Sir Charles Algernon Parsons ，1854年6月13日〜1931年2月11日）：以發明蒸汽渦輪發動機而聞名。

他除了天文數字的興趣外，羅斯還曾擔任國王郡選區的英國議會成員（1821年至1834年）、不列顛科學協會主席（1843年至1844年）、代表愛爾蘭的議會同儕（1845年後），皇家學會主席（1848年〜1854年）、和都柏林三一學院的校長（1862年〜1867年）。

## 科學研究
在19世紀40年代，他於愛爾蘭奧法利郡比爾市的比爾城堡建造了帕森城的利維坦：一架72英寸（6英尺/ 1.83米）的望遠鏡。這架72-英寸（1.8-）望遠鏡取代了他之前建造的36-英寸（910-）望遠鏡。
他的觀測，特别是对螺旋星云的发现和观测。帕森思发现的第一个螺旋星云是M51，他所绘制的M51的形状和用现代天文望远镜拍摄的图像非常相近
。
他不得不發明許多用來建造利維坦的技術，這既是因為它的大小是前所未有，也是因為早期的望遠鏡製造商已經保守了他們的秘密，或者沒有公佈他們的方法。1844年，鑄造3噸重金屬"窺器"的方法，包括研磨和拋光的細節，發表在貝爾法斯特自然歷史學會上。羅斯的望遠鏡被認為是一項了不起的技術和建築成就，其圖像在英國聯邦內廣泛流傳。利維坦的建造始於1842年，並於1845年首次使用；由於愛爾蘭大饑荒，又等了兩年才常規使用。就孔徑大小而言，直到20世紀初，它一直是世界上最大的望遠鏡。羅斯利用這臺望遠鏡，看到並記錄了大量的星雲（包括一些後來被認為是星系的星雲）

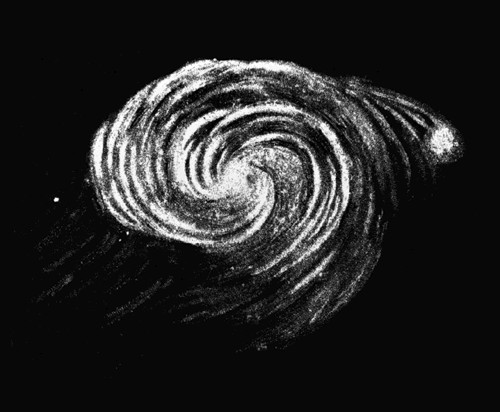
羅斯在1845年繪製的渦狀星系。

羅斯勳爵進行的天文學研究，發現了今天被稱為螺旋星系的一些星雲有著螺旋的性質。羅斯的望遠鏡，利維坦是第一個揭示M51星系螺旋結構的望遠鏡，M51星系後來被昵稱為"渦狀星系"（Whirlpool Galaxy），他的繪畫與現代照片非常相似。
羅斯根據早期的一幅圖命名了蟹狀星雲，這幅圖是用他較老的36英寸（91釐米）望遠鏡繪製的，在望遠鏡中它看起來像一隻螃蟹。幾年後，當72英寸（183釐米）的望遠鏡投入使用時，他繪製了一幅外觀截然不同的改進圖，但仍然使用原來的名稱。

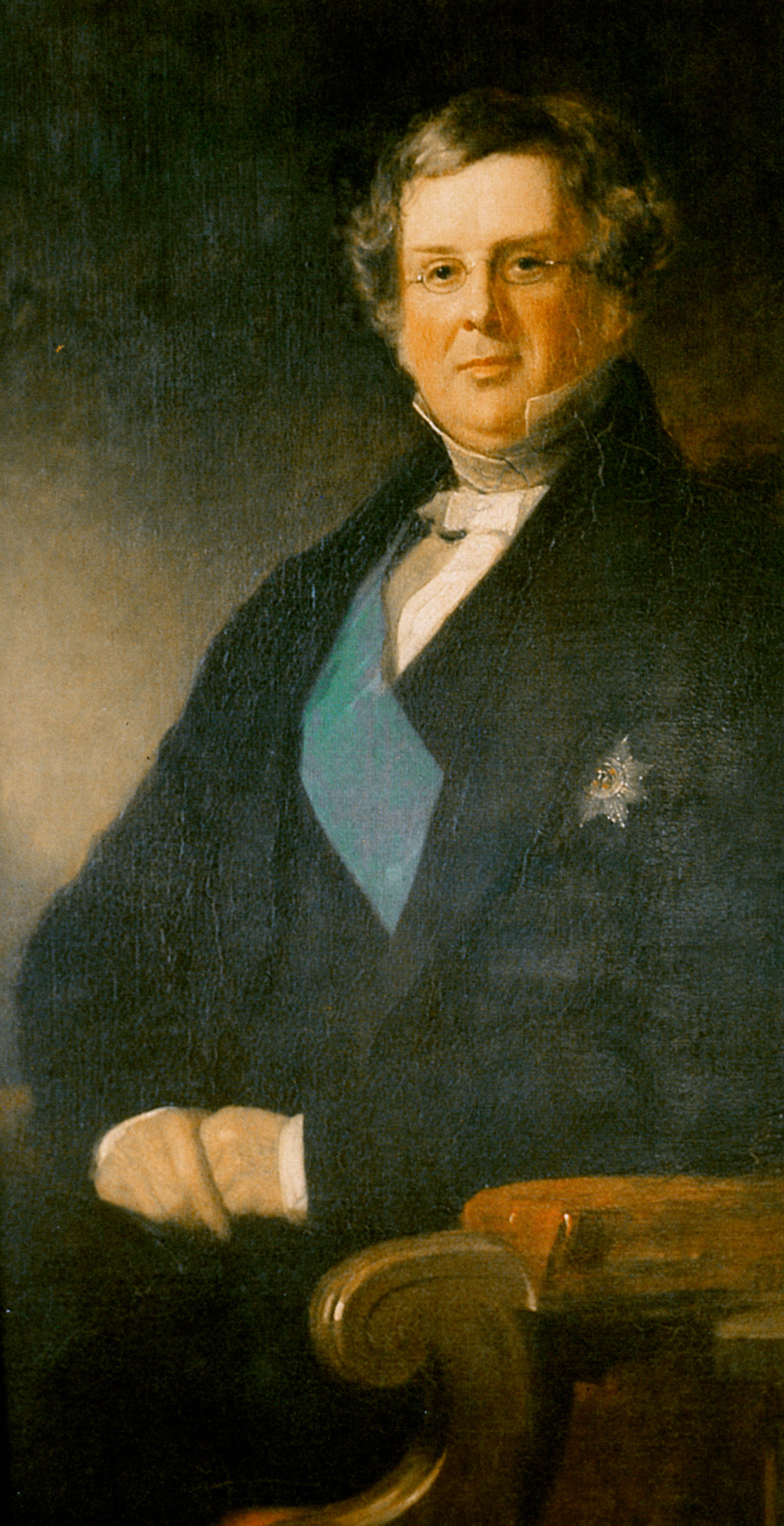
羅斯勛爵。

對羅斯星雲研究的一個主要組成部分是他試圖解决星雲假說，該假說假定行星和恒星是由作用於氣體星雲的重力形成。
羅斯本人並不認為星雲是真正的氣態星雲，而認為它們是由大量的細小的恒星組成，以至於大多數望遠鏡無法分辨它們的個體\（也就是說，他認為星雲本質上是恒星）。
1845年，羅斯和他的科技人員聲稱已經使用利維坦將獵戶座星雲分解出它有一顆顆單獨的恒星，這一主張具有相當大的宇宙學甚至哲學意義，因為當時對宇宙是否"進化"（在前達爾文主義意義上）存在相當大的爭論，這是星雲假說支持的一個概念，但羅斯強烈反對此一觀點。。

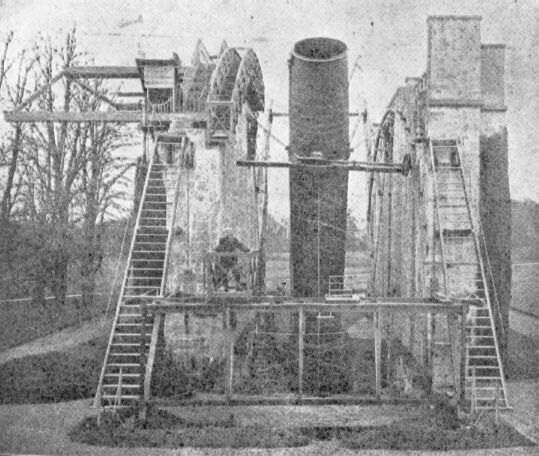
19世紀最大的望遠鏡：帕森城的利維坦。

羅斯的望遠鏡崇拜者之一是愛爾蘭議員湯姆·勒弗羅伊（Thomas Langlois Lefroy），他說："通過普通玻璃看木星，不會比一顆明晰的恒星大多少，但它的大小是肉眼看到月亮的兩倍…... 但是，在使用這個巨大怪物的所有發明中都展現出的天才，甚至超過了它的設計和執行。這架望遠鏡重達16噸，然而羅斯勳爵卻能單手把它抬離了原本的地方，兩個人輕鬆地把它抬到了任何高度。"
羅斯勳爵的兒子在《1848年至1878年在比爾城堡用六英尺和三英尺反射鏡觀測星雲和星團》一書中發表了他父親的發現，包括226個NGC天體的發現，《皇家都柏林學會科學學報》第二卷，1878年。

## 羅斯勛爵的望遠鏡

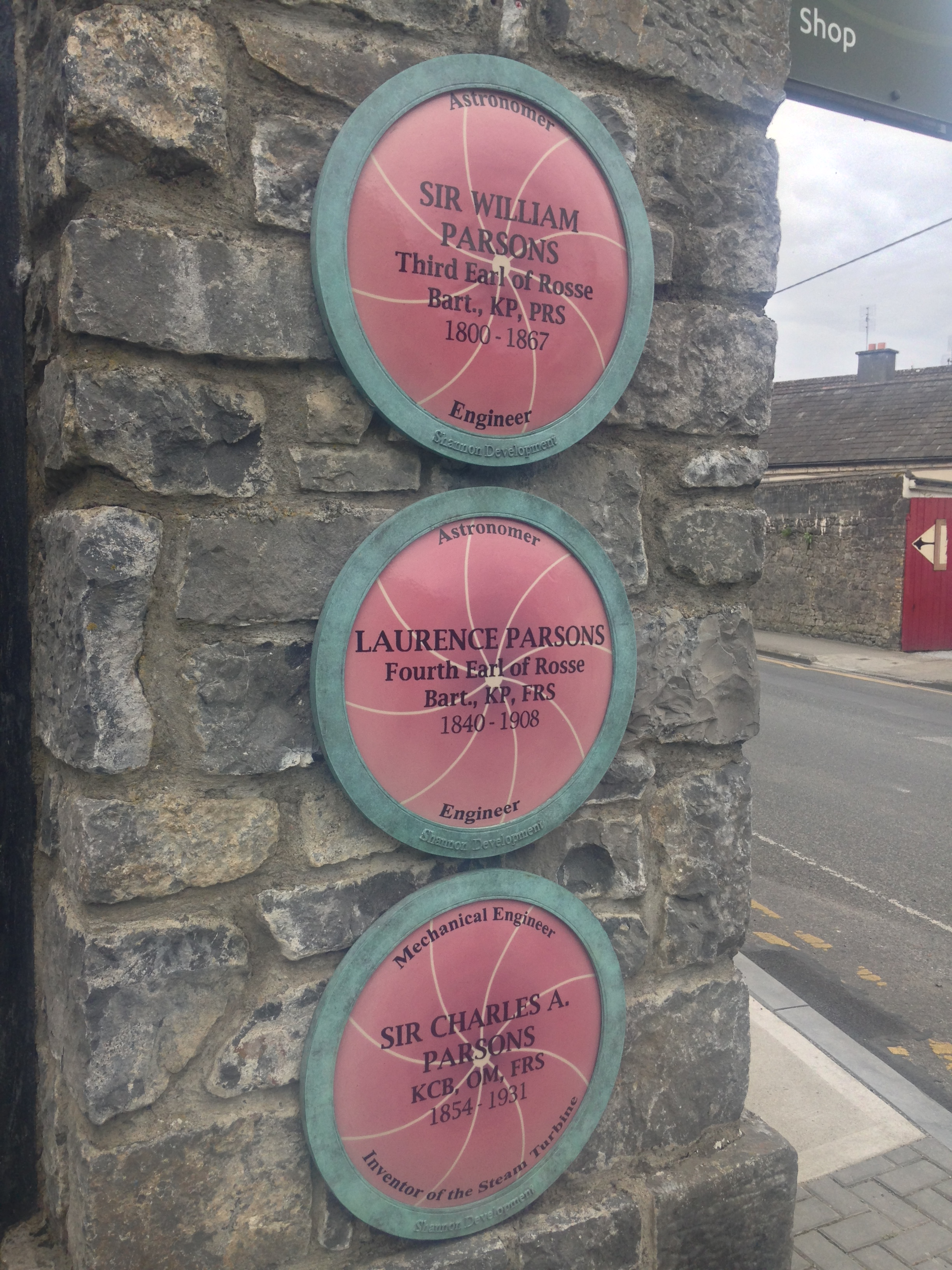
比爾城堡的帕森斯牌匾。

羅西勳爵建造了各種光學反射望遠鏡。羅斯的望遠鏡使用鑄造鏡金屬抛物線研磨和拋光。
- 15英吋（38公分）
- 24英吋（61公分）
- 36英吋（91公分）（也稱為羅斯3英尺望遠鏡）
- 72英存（180公分）（也稱為羅斯6英尺望遠鏡或帕森城的利維坦），於1842年開始建造並在1845年完成。

## 外部連結
- Hansard 1803–2005: the Earl of Rosse在國會中的貢獻
- A list of galaxies credited to Parsons for seeing first （页面存档备份，存于）
- William Parsons' biography written in 1868 as an obituary, published in Monthly Notices of the Royal Astronomical Society （页面存档备份，存于）
- Website of Birr Castle, where the telescope was located, has some historical info （页面存档备份，存于）